# Metopograpsus
Metopograpsus es un género de cangrejos, que contiene las siguientes especies:

## Especies
- Metopograpsus frontalis Miers, 1880
- Metopograpsus latifrons (White, 1847)
- Metopograpsus messor (Forsskål, 1775)
- Metopograpsus oceanicus (Hombron & Jacquinot, 1846)
- Metopograpsus quadridentatus Stimpson, 1858
- Metopograpsus thukuhar (Owen, 1839)

Una especie extinta más se conoce.